# Коефіцієнт шорсткості
Коефіцієнт шорсткості (рос. коэффициент шероховатости, англ. stiffness coefficient, нім. Rauhigkeitszahl, Rauhigkeits(bei)wert m) ― в гідравліці число, яке визначається на основі дослідів і характеризує ступінь шорсткості стінок русла (розмір виступів шорсткості, їх форму тощо); коефіцієнт шорсткості n входить до емпіричних формул, які використовуються для визначення коефіцієнта Шезі с, а також коефіцієнта гідравлічного тертя λ. Величина n може бути різною (залежно від вигляду емпіричної формули, що служить для розрахунку с). 